# Дебікування
Дебікування (від лат. De- — приставка, що означає видалення, і англ. Beak — дзьоб) — часткове видалення дзьоба у сільськогосподарської птиці. Застосовується в промисловому птахівництві для запобігання у птиці вищипування пір'я, травмування самцями самок, клювання лап і знесених яєць. Після дебікування підвищується збереженість поголів'я, значно зменшуються пошкодження яєць і втрати від розкидання корму.
Для дебікування застосовують електричний пристрій (дебікер) з набором змінних гальмувань і прискорень. Дебікування у молодняка виробляють в добовому або (при необхідності) в 6, 10, 30- або 120-добовому віці. Способи дебікування залежать від виду і віку птиці. Наприклад, добовим курчатам в інкубаторії часто проводять кутовий надріз дзьоба: верхню вигнуту частину дзьоба притискають до попередньо розпеченого леза, встановленого під кутом 45 °; кінчик дзьоба відпадає через 8 — 12 діб. За цей час курчата здатні навчитися правильно клювати корм і пити.
Дебікування — болісна процедура для тварин, тому критикується зоозахисниками.